# Roberto Ferrari (kolarz)
Roberto Ferrari (ur. 9 marca 1983 w Gavardo) – włoski kolarz szosowy, zawodnik profesjonalnej grupy UAE Abu Dhabi.
Ferrari jest sprinterem. Zasłynął z niebezpiecznej jazdy podczas grupowego finiszu podczas 3. etapu Giro d'Italia 2012, kiedy to jadąc w poprzek drogi doprowadził do kraksy, w której ucierpieli zawodnicy, tacy jak Mark Cavendish czy ówczesny lider wyścigu Taylor Phinney. Za to zachowanie został przesunięty na koniec stawki oraz otrzymał karę 200 franków szwajcarskich.
Podczas 11. odcinka wyścigu, po kraksie na ostatnich metrach (tym razem nie z jego winy), najlepiej poradził sobie na finałowych metrach i wygrał etap.

## Najważniejsze zwycięstwa i sukcesy
2006
- 1. miejsce w Trofeo Citta di Brescia
- 1. miejsce w GP Citta di Felino

2008
- 4. miejsce w GP Costa degli Etruschi

2009
- 1. miejsce w Memorial Marco Pantani
- 4. miejsce w Grand Prix de Denain

2010
- 1. miejsce w GP di Lugano
- 1. miejsce w Giro del Friuli
- 1. miejsce na 2. etapie Settimana Lombarda
- 1. miejsce na 5. etapie Brixia Tour

2011
- 1. miejsce na 1. i 3. etapie Tour de San Luis
- 2. miejsce w GP Costa degli Etruschi

2012
- 1. miejsce na 5. etapie Tour de Taiwan
- 1. miejsce w Route Adélie de Vitré
- 1. miejsce w Flèche d'Emeraude
- 1. miejsce na 11. etapie Giro d'Italia

2013
- 2. miejsce w Coppa Bernocchi

2016
- 3. miejsce w Gran Premio di Lugano